# Rubén Vega Fuertes
Rubén Vega Fuertes (Castrillo de las Piedras, Lleó, 24 de juliol de 1977) és un futbolista castellanolleonès, que ocupa la posició de davanter.

## Trajectòria
Sorgit del planter de la Reial Societat, debuta amb el primer equip la temporada 97/98. La temporada 99/00 és cedit a l'Albacete Balompié, i a l'any següent, el passa entre la Reial i el Sevilla FC, sense destacar massa en cap dels dos.
L'estiu del 2001 fitxa per la Cultural Leonesa, amb qui roman tres anys a la Segona B. La temporada 04/05 marxa a la SD Ponferradina, amb qui aconsegueix l'ascens a Segona Divisió el 2006. En la 06/07, amb els bercians a la categoria d'argent, Rubén Vega és titular i marca 9 gols, insuficients per mantindre la categoria.